# Ligne 1 du métro de Rio de Janeiro
La Ligne 1 du métro de Rio de Janeiro est l'une des trois lignes en service dans le réseau métropolitain de Rio de Janeiro.

## Histoire
Le 14 décembre 1968 est créée la Compagnie du métro de Rio de Janeiro. En juin 1970 le chantier de construction démarre mais faute de crédits suffisants il est interrompu en 1971, avant d'être repris en 1975.
La première ligne est inaugurée le 5 mars 1979 et transporte en l'espace de 10 jours plus de 500 000 passagers.

### Chronologie
- 23 juin 1970 : Début du chantier de construction puis arrêt de 1971 à 1974
- 1975 : reprise du chantier de construction
- 5 mars 1979 : Ouverture des stations Gloria, Cinelandia, Central, Presidente Vargas, Praça Onze.
- 17 mars 1980 :  Ouverture des stations Estacio et Uruguaiana
- 18 septembre 1981 : Ouverture des stations Flamengo, Largo do Machado, Catete, Botafogo, Carioca
- 27 mai 1982 : Ouverture des stations Afonso Pena, São Francisco Xavier, Saenz Pena
- 2 juillet 1998 : Ouverture de la station Cardeal Arcoverde
- 21 décembre 2002 : Ouverture de la station Siqueira Campos
- 18 décembre 2006 : Ouverture de la station Cantagalo
- 21 décembre 2009 : Ouverture de la station General Osorio
- 15 mars 2014 : Ouverture de la station Uruguai